# Инфекциозен перитонит при котките
Инфекциозен перитонит при котките (Feline infectious peritonitis) е вирусно заболяване при представителите на семейство Коткови. Причинява се от Flavivirus и се характеризира с треска, анорексия, дехидратация, отоци в коремната област и перитонит.

## Етиология
Вирусът на инфекциозния перитонит съдържа РНК и е с диаметър 100 nm. В антигенно отношение е родствен с вирусите, причиняващи трансмисивния гастроентерит при прасетата, кучешкия и човешкия коронавируси.

## Епизоотология
Източник на инфекцията са болни и преболедували животни, които продължават да бъдат вирусоносители. Вирусът се отделя с фекалиите и урината. Заразяването е алиментарно, аерогенно и трансплацентарно. Засягат се млади организми на възраст от 6 месеца до 5 години. Най-често боледуват котки до 2-годишна възраст, а най-висока е смъртността при тези до 1 година.

## Клинични признаци
Инкубационният период е с променлива продължителност и варира от няколко седмици до няколко месеца. Проявлението може да настъпи след години и зависи от вирулентността на вируса и наличието на отключващи фактори. Наблюдават се две форми на клинична изява:
- Ексудативна – събиране на ексудат в перитонеалната и плевралната кухини. Наблюдава се асцит, диспнея, а при мъжките и увеличаване на скротума.
- Неексудативна форма – клиничните признаци при тази форма зависят от това кой от органите е поразен. При въвличане на бъбреците се наблюдава протеинурия. При засягане на ЦНС – пареза, некоординираност, склонност към въртене в кръг. Тази форма е по-често срещана от ексудативната.